# Dagobah
Dagobah is een fictieve planeet uit de Star Wars-filmserie. De planeet komt voor in Star Wars: Episode V: The Empire Strikes Back.
Dagobah bevindt zich in de Sluis-sector. Het enige gebied op Dagobah dat men te zien krijgt in de film is een moerasachtig landschap. Aangezien veel planeten in het Star Warssterrenstelsel geheel bestaan uit hetzelfde type landschap, wordt over het algemeen aangenomen dat heel Dagobah met moerassen is bedekt.
Dagobah is de planeet waar Yoda zich verbergt nadat Darth Sidious de macht heeft gegrepen. Luke Skywalker gaat daarheen om door hem getraind te worden.
De reden dat Yoda Dagobah uitkoos als schuilplaats was omdat hij hier niet opgespoord kon worden door de Keizer en Darth Vader. Een onbekend aantal jaren geleden werd een sterke Dark Jedi op deze planeet verslagen door een Jedi (sommige bronnen zeggen door Yoda, anderen door een andere jedi van Yoda’s ras). De grot waarin de Dark Jedi sneuvelde werd nadien overgenomen door de Duistere Kant van De Kracht. Door zich vlak naast deze grot te vestigen neutraliseerde de sterke concentratie duistere energie Yoda’s goede energie, waardoor het voor de Sith onmogelijk werd om hem via De Kracht op te sporen. In The Empire Strikes Back wordt deze grot gebruikt door Yoda om Luke Skywalker uit te testen.
Op de planeet leven roofdieren. Yoda verwachtte echter dat De Kracht hem zou beschermen tegen de roofdieren en de roofdieren hem zouden beschermen tegen indringers.